# Venosa
Venosa, antikens Venusia, är en stad och kommun i den italienska provinsen Potenza, i regionen Basilicata. Venosa är en av hundra comuni i Potenza. Kommunen hade 11 732 invånare (2017). och den gränsar mot kommunerna Barile, Ginestra, Lavello, Maschito, Montemilone, Palazzo San Gervasio, Rapolla och Spinazzola.
Venosa räknas som en av de 196 vackraste comuni i Italien.
Antikens Venusia grundades enligt legenden efter trojanska kriget och uppkallades efter gudinnan Venus för att blidka henne efter att trojanerna besegrats. Det finns arkeologiska lämningar i trakten som är 600.000 år gamla, vilket tyder på att området länge har varit bebyggt. Efter det tredje samnitiska kriget erövrades staden av romarna från samniterna. Romarna valde att göra en koloni av staden. Under pyrriska kriget valde Venusia att förbli på Roms sida, i motsats till många andra städer och folk . År 190 f.Kr. nådde den viktiga via Appia staden. Staden valde att delta på bundsförvanternas sida i bundsförvantskriget 91 f.Kr. - 88 f.Kr.. Sedan bundsförvanterna förlorade kriget blev staden en municipium för en period innan den 43 f.Kr. blev ett område för veteranerna innan det åter blev en koloni.